# Beni Dergoun
Beni Dergoun è un comune dell'Algeria, situato nella provincia di Relizane.